# Josef Valčík

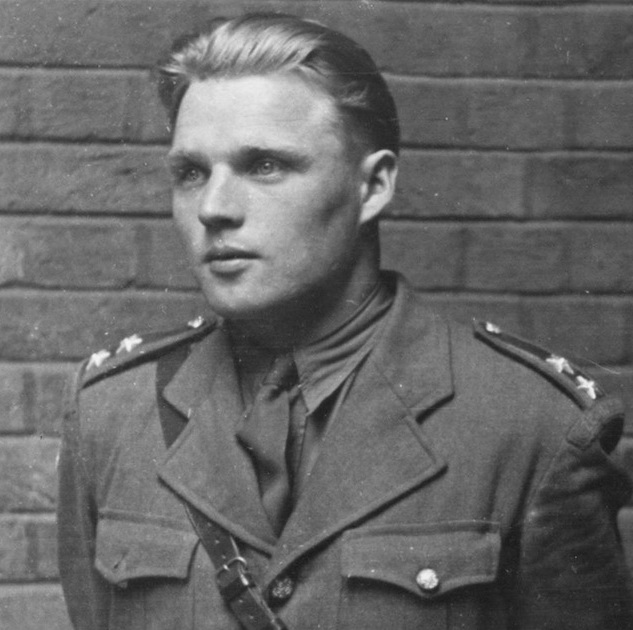
Josef Valčík

Josef Valčik (* 2. November 1914 in Valašské Klobouky; † 18. Juni 1942 in Prag) war eine Persönlichkeit des tschechoslowakischen Widerstandes gegen den Nationalsozialismus. Er war als Mitglied der Operation Silver A am Attentat auf den stellvertretenden Reichsprotektor in Böhmen und Mähren Reinhard Heydrich beteiligt. Valčik starb im Kampf mit den deutschen Truppen in der St.-Cyrill-und-Method-Kirche. Im Jahr 2002 wurde er in memoriam zum Oberst befördert.

## Leben
Josef Valčik kam in Smolina bei Valašské Klobouky als Sohn von Jan Valčík und Veronika Valčíková, geb. Bětíková, zur Welt. Er hatte sieben Geschwister, drei Brüder und vier Schwestern (Alois, Emil, Terezie, Františka, Marie, Antonín, Ludmila). Er absolvierte drei allgemeine Klassen und zwei Jahre an weiterführenden Schulen in Smolině und Lačnov, dann erlernte er den Beruf des Gerbers in der Firma von Julius Matyáš in Valašské Klobouky. Von 1934 bis 1936 arbeitete er in Otrokovice und Zlín als Gerber in der Bat‘a-Fabrik.
Am 1. Oktober 1936 trat er in den Militärdienst des Infanterieregiments Nr. 22 in Jičín ein, in dessen Verlauf er den Rang eines Sergeanten erhielt. In der Zeit nach dem Münchner Abkommen zog sein Regiment in das Riesengebirge. Nach der Zerschlagung der Rest-Tschechei durch deutsche Truppen am 15. März 1939 wurde er aus der Armee entlassen und stieg am 22. März erneut als Gerber in Otrokovice ein.
Zuletzt kam er am 11. August 1939 zur Arbeit. Anschließend floh er durch die Slowakei, Ungarn, Jugoslawien, Griechenland, die Türkei, Syrien und Ägypten. 1940 kam er nach Frankreich. In der Stadt Agde wurde er am 6. März der tschechoslowakischen Auslandsarmee vorgestellt. Nachdem er am Angriff gegen Frankreich mitgewirkt hatte, kämpfte er als Mitglied des Infanterieregiments Nr. 2 gegen deutsche Truppen. Die gefährdete Armee verließ Frankreich am 7. Juli 1940 vom Hafen von Sète auf dem ägyptischen Schiff Mohamed Ali al Kebir. Über Gibraltar wurden tschechoslowakische Soldaten nach Liverpool transportiert, wo sie am 13. Juli landeten.
Zunächst wurde Valčik in ein provisorisches Zeltlager in Cholmondeley bei Chester in der Nähe von Liverpool gebracht. Nach dem Abschluss der Schule für Sergeants wurde er am 27. September 1940 zum Executive Sergeant 1st Company ernannt. 1941 meldete er sich freiwillig für Einsätze in der besetzten Tschechoslowakei und nahm deshalb an speziellen Vorbereitungskursen teil: zunächst an einem 10-tägigen Fallschirmspringerkurs an der Ringway-Fallschirmjägerschule bei Manchester und dann an der Sonderschule auf der Cammus Darrah Farm am Loch Morar an der Westküste des schottischen Hochlandes. Hier erlangte er die Erfahrung spezieller britischer Kommandos von der schottischen Elite-Garde. Kurz vor der geplanten Abreise ins Protektorat unterzog er sich vom 21. bis 28. Oktober 1941 einem einwöchigen Fallschirmsprung-Kurs an der Ringway-Fallschirmjägerschule bei Manchester. Er absolvierte weitere Kurse an der Ausbildungsschule STS 51 der Special Operations Executive Dunham House, Altrincham, Cheshire (Fallschirmtraining) und STS 2 Bellasis bei Dorking.
Während seines Trainings zeigte er eine hervorragende Ausdauer und Geschicklichkeit. Der Schulkommandeur, Major Edward, schrieb:
„… Fröhlich, freundlich, arrogant, manchmal überbewertet, mutig, zu eigenständig, mit weniger Sinn für kollektive Arbeit, Initiative, funktioniert nachts gut, zuverlässig… Starke Konstruktion, gut entwickelte Muskeln, fähig zu den schwierigsten Anstrengungen und langen Märschen, heftig und geschickt im Ananaskampf … Gesamtbewertung: körperlich und geistig fortgeschritten, mutig, sehr gut geeignet, um unabhängige Aufgaben unter schwierigsten Bedingungen auszuführen.“

## Widerstand
Am 22. Oktober 1941 wurde eine umfassende Ausbildung abgeschlossen, bei der Josef Valčik für die Operation Silver A ausgewählt wurde. Seine Kollegen waren der Gruppenkommandant Leutnant Alfréd Bartoš und der Funker Jiří Potůček.
Die Hauptaufgabe der Operation Silver A bestand darin, den Kontakt zu England aufrechtzuerhalten und wichtige Nachrichten über die Ereignisse im Protektorat durch einen Sender mit dem Codenamen Libuše zu übermitteln. Nach mehreren gescheiterten Versuchen vom 29. Oktober, 7. November und 30. November wurde das Landeteam in der Nacht vom 28. auf den 29. Dezember 1941 zusammen mit Teilnehmern der Gruppen Anthropoid und Silver B ausgeflogen. Valčik wurde zusammen mit Bartoš und Jiří Potůček in der Nähe von Senice bei Poděbrady abgesetzt (anstelle des ursprünglich geplanten Position bei Heřmanův Městec). Er war mit Protektoratsdokumenten unter dem Codenamen Emil Sedlák ausgestattet.
Die erste Person, die zu Valčik ging, war der Beamte der städtischen Sparkasse in Chrudim František Burša. Er wurde jedoch bereits im Oktober 1941 von der Gestapo festgenommen. Also ging er zu Fuß nach Mikulovice, wo ihm bereits ein Arbeiter namens Adolf Švadlenka half. Zusammen mit ihm, dem Lehrer Josef Janáček und dem Fahrer František Valenta gelang es ihm, Sender und Empfänger zu verstecken. Er traf seinen Kommandanten Bartoš am 31. Dezember in Mikulovice.
Im Januar 1942 gelang es den Fallschirmagenten, die Taufurkunden bereits verstorbener Personen zu erhalten, auf deren Grundlage ihnen offizielle Dokumente ausgestellt wurden. Valčik wurde Miroslav Solc aus Hodonín. Diese Dokumente wurden Alfred Bartoš vom Ordensgeistlichen Pfarrer František Dobiáš (1901–1985) in seinem Pfarrhaus in Semtěš übergeben. Dobiáš wurde gemeldet und für den Rest des Krieges in Konzentrationslagern (KZ Theresienstadt, KZ Buchenwald, KZ Dachau) inhaftiert. Nach dem Krieg kehrte er nach Semtěš zurück.
Am 6. Januar 1942 traf sich der ehemalige tschechoslowakische Armeeleutnant Jindřich Vaško mit Mitgliedern der Silber-A-Gruppe. Der erste bilaterale Kontakt mit England fand am 15. Januar statt. Einen Tag später kündigte das Londoner Hauptquartier die Beförderung aller drei Landungsmitglieder an, während Josef Valčik Zweiter Podporutschik wurde. Gleichzeitig wurde ihnen das Tschechoslowakische Kriegskreuz für ihre Tapferkeit vor dem Feind verliehen.
Josef Valčík ließ sich kurz im erstklassigen Hotel Veselkain Pardubice, Hlaváčova 230, nieder, dessen Besitzer Arnošt Košťál das Risiko einging und ihn mit falschen Unterlagen als Hilfskellner anstellte. Außerdem wurde er oft außerhalb von Pardubice eingesetzt. Mitte Januar wurde er nach Prag geschickt, um Kontakt mit der Sokol-Widerstandsorganisation aufzunehmen, und versuchte auch, Mitglieder der Operation Anthropoid zu finden. Er tat dies in der zweiten Februarhälfte, als er Gabčík und Kubiš in der Wohnung von Herrn und Frau Khodlová an der Valdecká-Straße in Vysočany traf. Er ging auch mehrmals in das böhmisch-mährische Hochland, wo er versuchen sollte, Kontakt mit der Auswärtsmannschaft Silver B aufzunehmen.
Anfang März 1942 stellte die Gestapo bei regelmäßigen Kontrollen der Polizeianwendungen Unregelmäßigkeiten in der Karte von Miroslav Šolc fest. Beamte suchten das Hotel Veselka in Pardubice auf, wo sie Valčik aber nicht antrafen. Der Hotelier Arnošt Košťál warnte Valčik und teilte der Gestapo am nächsten Tag mit, dass er wegen Abwesenheit und zerbrochener Teller vor einer Stunde entlassen worden sei. Die Gestapo ließ Košťál überwachen und im gesamten Protektorat nach Valčik fahnden. Deshalb musste er Pardubice sofort verlassen. Seine Flucht wurde durch die Planung und Organisation der Lehrerin Lidmila Malá unterstützt, in deren Wohnung in der Nähe des Wenzelsbahnhofs Valčík häufig wohnte. Versteckt in mehreren Dörfern um Pardubice (Dašice, Mnětice, Trnová), ging er am 19. März zu seiner Familie in die Mährische Walachei. In Valašské Klobouky lernte er den örtlichen Kaplan František Borák (1910–1975) kennen, der ein wichtiger Assistent und Beichtvater wurde. Im Sommer 1968 sprach Borák mit Milan Hlavica, einem Lehrer, über dieses Thema. Festgehalten wurde: „Valčik befand sich in einer Situation, aus der er den Ausweg nicht erkennen konnte. Er wollte seine Familie nicht in Gefahr bringen, weigerte sich jedoch, sich auf der Polizeistation anzumelden. Er hat keine andere Wahl, als es mit sich selbst zu beenden. Er wollte sich das Leben nehmen. Ich sagte ihm, es sei eine Manifestation persönlicher Schwäche, aber auch ein Verrat an den Dingen, die ihm anvertraut wurden. Er senkte beschämt die Augen. Er wurde leiser. Bevor ich ging, gab ich ihm als Talisman ein Bild des heiligen Wenzels von Mikoláš Aleš. Ich war sehr verärgert.“
Am 4. April verließ er Smolině in Richtung Prag, wo er sich gemeinsam mit Marie Moravcová und Jan Zelenka-Hajský den Mitgliedern der Operation Anthropoid anschloss, mit denen er zu kooperieren begann.
Am 25. April arbeitete er an einer konzertierten Aktion mit, die der Out Distance-Gruppe bei der Vorbereitung des alliierten Bombenangriffs auf die Škoda-Werke in Pilsen anvertraut wurde. Zusammen mit Kubis zündete er einen Stapel auf einer Seite der Škoda-Werke an, während Adolf Opálka und Karel Čurda das Feuer entzündeten. Der Überfall schlug jedoch fehl, da die Bomben außerhalb der Fabrikanlage abgeworfen wurden.
In Prag beteiligte er sich dann aktiv an den Vorbereitungen zur Ermordung von Reinhard Heydrich. Fast jeden Tag fuhr er mit Kubiš und Gabčík per Fahrrad zum Herrenhaus in Panenské Břežany und suchte nach einem geeigneten Ort für ein Attentat. Die letzten Einzelheiten zur Durchführung des Vorhabens wurden am Abend des 26. Mai bei einem Treffen in der Wohnung des Gymnasiallehrers Josef Ogoun bekannt gegeben.
Eine weit verbreitete Legende besagt, dass Valčik am Tag des Attentats am 27. Mai 1942 auf der gegenüberliegenden Straßenseite (der heutigen Zenklova) gestanden und Jozef Gabčík und Jan Kubiš die Ankunft von Heydrichs Auto mit einem kleinen Taschenspiegel signalisiert habe. Nach Recherchen führender tschechischer Historiker war er am Attentat jedoch nicht direkt beteiligt. Dies war hauptsächlich auf die Tatsache zurückzuführen, dass es den deutschen Polizeikräften bekannt war, was den Verlauf des Ereignisses gefährden könnte. Er verbrachte einige Tage nach dem Attentat mit der Familie Sulka in Dejvice, wo er seit Anfang Mai gelebt hatte, in der Špinkovy-Straße, in der Biskupcova-Straße Nr. 7 und eine Nacht bei Vladimír Tichota.

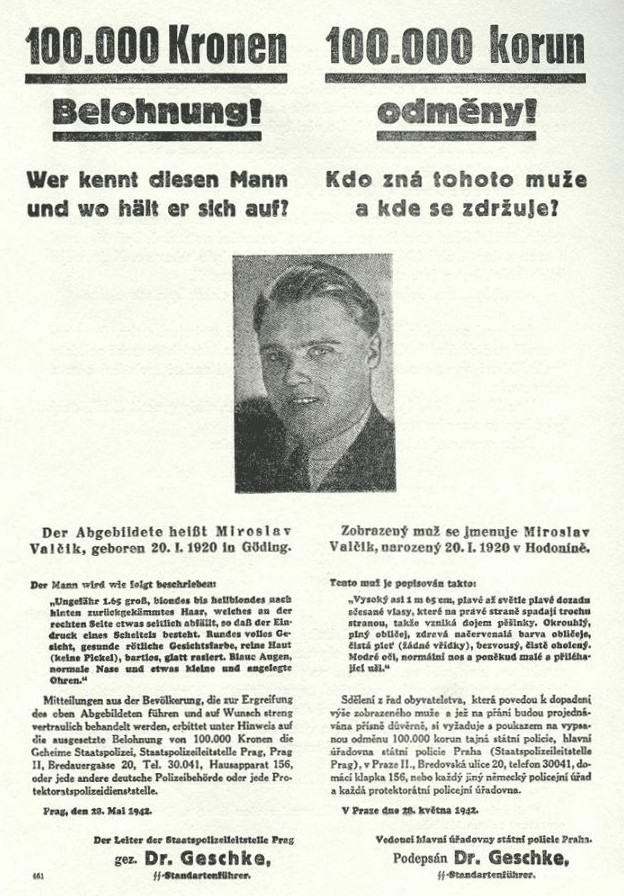
Fahndungsaufruf nach Josef Valčík; gez. Dr. Geschke, SS-Standartenführer, 28. Mai 1942

Am Tag nach dem Attentat erschienen zusätzlich zu den Kriegsrechtsverordnungen Plakate auf den Straßen, auf denen die Gefangennahme des Unteroffiziers Josef Valčík gefordert wurde, obwohl sie dies nicht direkt im Zusammenhang mit dem Attentat erwähnten. Der auf Deutsch (linke Bildhälfte) und Tschechisch verfasste Fahndungsaufruf, unterschrieben von SS-Standartenführer Hans-Ulrich Geschke am 28. Mai 1942, liefert eine Personenbeschreibung und lobt eine Belohnung aus:
„100.000 Kronen Belohnung! Wer kennt diesen Mann und wo hält er sich auf? Der Abgebildete heißt Miroslav Valčik, geboren am 20. I. 1920 in Göding. Der Mann wird wie folgt beschrieben: Ungefähr 1,65 groß, blondes bis hellblondes Haar, welches an der rechten Seite etwas seitlich abfällt, so daß der Eindruck eines Scheitels entsteht. Rundes, volles Gesicht, gesunde rötliche Gesichtsfarbe, reine Haut (keine Pickel), bartlos, glatt rasiert. Blaue Augen, normale Nase und etwas kleine und anliegende Ohren.“
Valčik fand den letzten Unterschlupf zusammen mit Mitgliedern anderer Luftgruppen in der orthodoxen St.-Cyrill-und-Method-Kirche an der Resslova-Straße. Jan Sonnevend, Vorsitzender der Gemeinde der älteren tschechisch-orthodoxen Kirche, brachte in Abstimmung mit dem Kaplan ThDr. Vladimír Petřek, Kaplan des Tempels, die Fallschirmagenten in einer unterirdischen Krypta unter. Petřek, der sich dann um die versteckten Männer kümmerte, wurde allmählich auf die Anwesenheit des Pfarrers Vaclav Cikl, des orthodoxen Bischofs Gorazd von Prag, des Kirchenmanns Vaclav Ornest und seines Schwiegersohns Karel Louda aufmerksam.
Nach der traditionellen Version sollte der Bestattungswagen von Vojtěch Paur am Morgen des 18. Juni für Fallschirmagenten eintreffen und sie aus der Stadt bringen. Es sollte nach Ruprechtov in Mähren gehen. Dies ist jedoch nicht geschehen, da sich das Mitglied der Sabotagegruppe Out Distance Karel Čurda freiwillig bei der Gestapo meldete und ihm bekannte Attentäter verriet. Die Gestapo ergriff Vlastimil Moravec, der nach grausamer Folter die Namen weiterer Kollaborateure und den Aufenthaltsort der Fallschirmagenten preisgab. Am 18. Juni 1942 um 4:15 Uhr wurde die St.-Cyrill-und-Method-Kirche von mehr als 750 SS-Mitgliedern eingekreist. Die Deutschen versuchten zunächst, Lebenszeichen der Fallschirmagenten zu bekommen, gaben aber nach etwa zwei Stunden vergeblicher Belagerung diese Strategie auf. Bei der Verteidigung der Kirche starben zunächst Opálka, Kubiš und Bublík. Die restlichen vier, Valčik, Gabčík, Švarc und Hrubý, verteidigten sich in der Kirchengruft. In einer hoffnungslosen Situation beendeten sie ihr Leben mit Suizid. Die Leichen der Fallschirmagenten wurden in das pathologische Institut gebracht, wo sie identifiziert wurden.

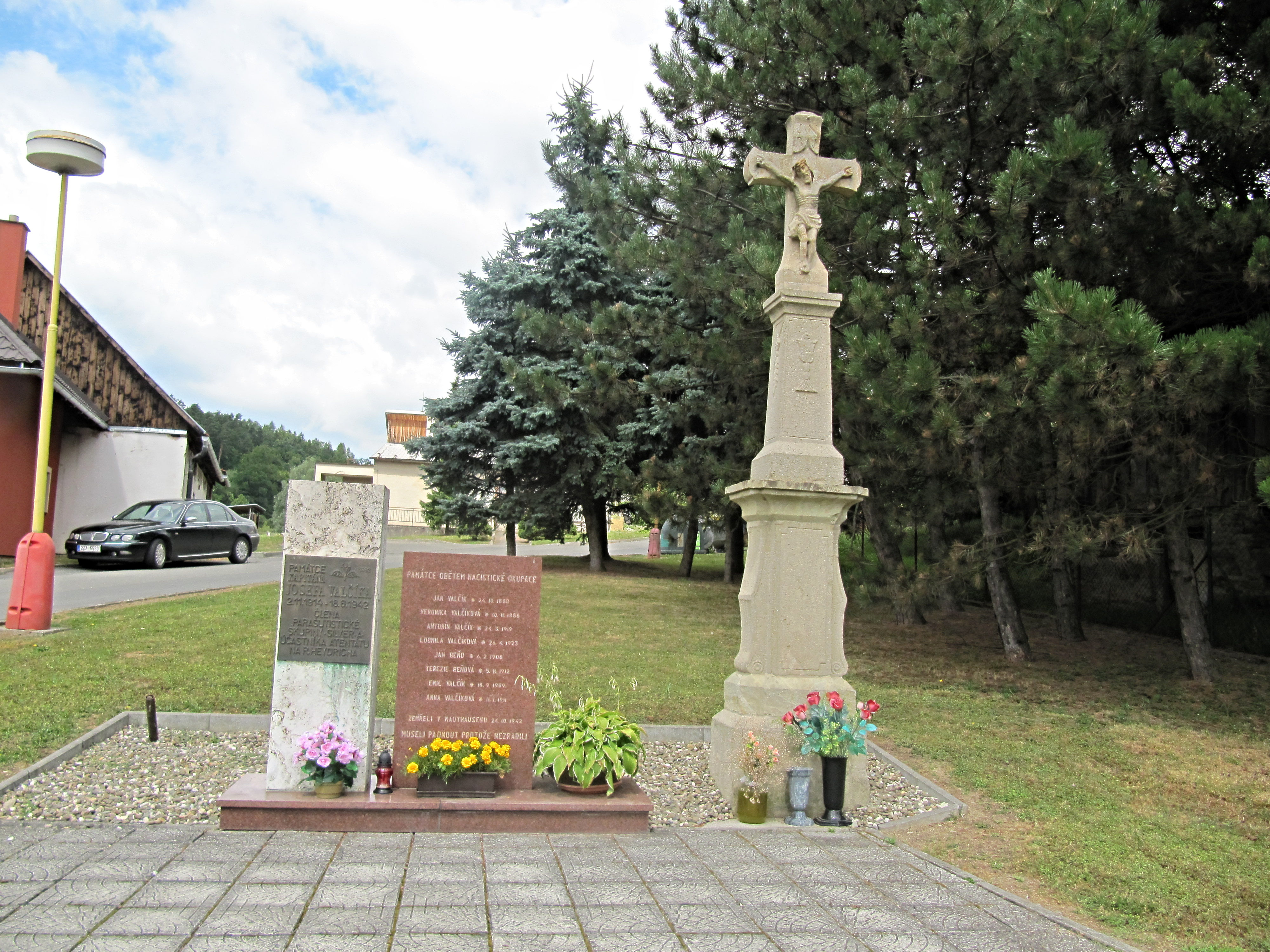
Denkmal für Josef Valčík und seine Lieben in seinem Heimatdorf Smolině

Posthum wurde Unteroffizier Josef Valčík für die Teilnahme an der Kommandounternehmung von seinem Vaterland ausgezeichnet.